# Зимёнка
Зимёнка — лесная река в Новомосковском административном округе города Москвы. Длина реки — 3,5 км.

## Описание

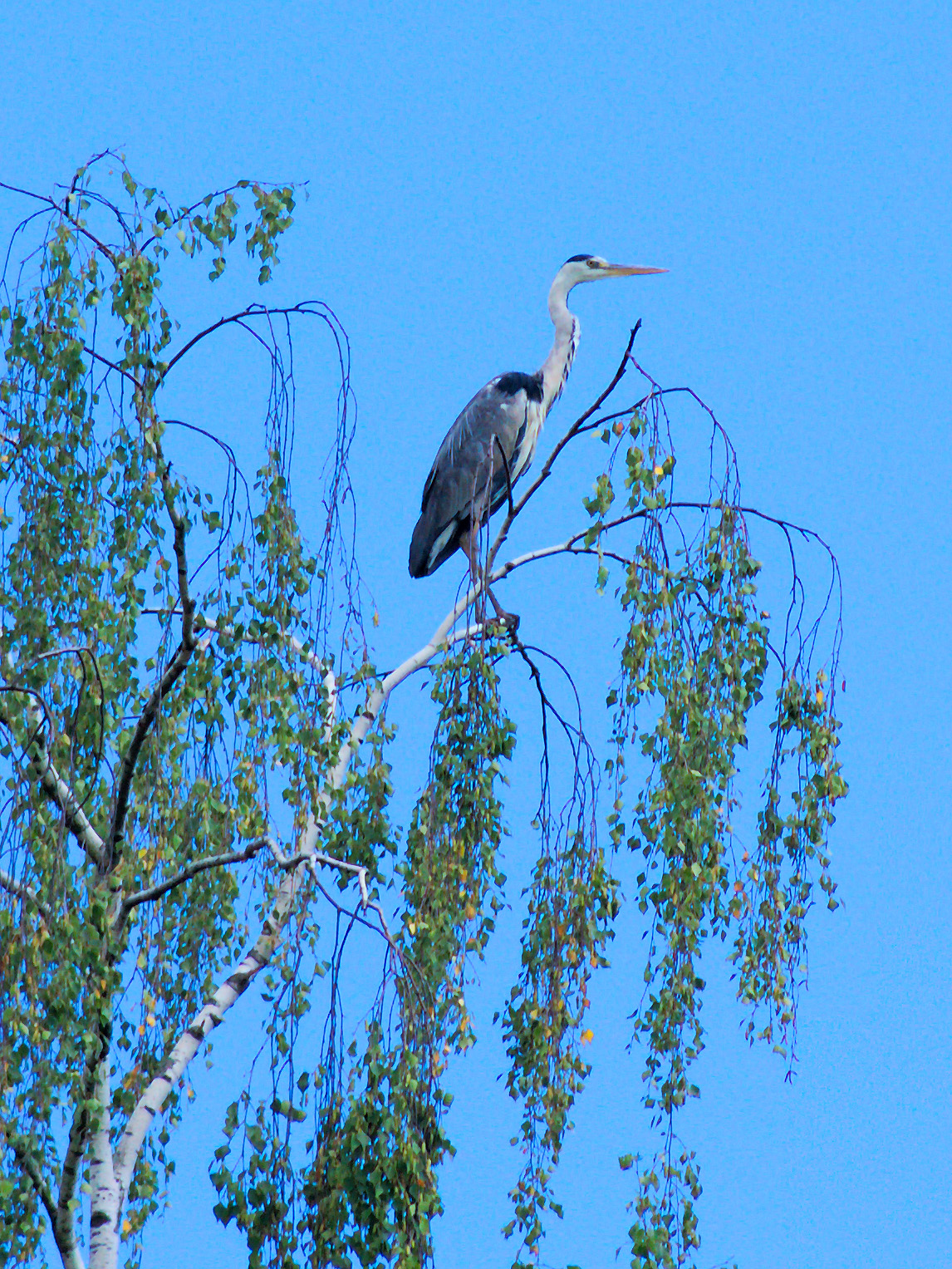
Серая цапля реки Зимёнки

Протекает по территориям поселений Московский и Сосенское. Впадает в реку Сосенку около деревни Зимёнки, от которой возможно и получила своё название. Другие названия — Зимница, Зимянка, Безымянная, Безымянный ручей. Ближе к истоку регулируется живописной лесной заводью, населяемой ондатрами, бобрами, цаплями, камышницами и куликами. На берегах заводи можно встретить хищных птиц: ястребов тетеревятника и перепелятника. Река протекает южнее города Московского, далее вдоль садового товарищества «Просвещенец», а ближе к устью у деревни Зимёнки образует каскад прудов.
Имеет обширный естественный водосбор, сформированный лощинами и ручьями, постоянное течение начинается с лесной заводи на территории Ульяновского лесопарка.
В 2008 году обмелевший русловой пруд рядом с Передельцевским кладбищем преобразовали в два меньших пожарных пруда, соединённых между собой каналом с очистными лиственничными дамбами, а берега укрепили. Однако в связи с ошибками проектирования в ходе земляных работ был частично перекрыт водоток выше по течению, и в лесу образовалась большая заводь.

### Растительность
В долине реки встречаются редкие растения, среди них: аконит, ветреница лютичная, пальчатокоренник Фукса, волчеягодник обыкновенный, страусник обыкновенный, гнездовка настоящая, купальница европейская, подлесник европейский (Красная книга Московской области). В пойме цветут калужница болотная, кувшинка белоснежная, лютик длиннолистный, ирис ложноаировый.

## Галерея
- |                                                          |  |  |
| Река Зимёнка на картах Московской губернии 1766-1861 гг. |  |  |

## Карты
- Карта двухвёрстовая межевания Звенигородского уезда Московской губернии XVIII в. (1778—1797 гг.)
- Карта одновёрстовая межевания Звенигородского уезда Московской губернии XVIII в. (1778—1797 гг.)
- Река Зимёнка на Топографической карте окрестностей Москвы.